# Manliffe Francis Goodbody

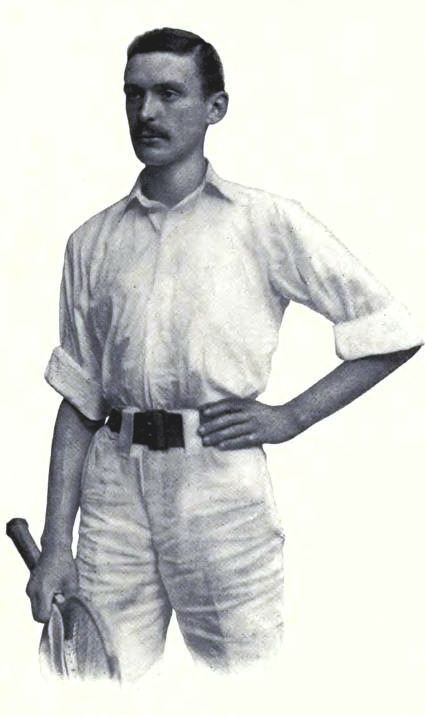
Manliffe Francis Goodbody

Manliffe Francis Goodbody (* 20. November 1868 in Dublin; † 24. März 1916 im Ärmelkanal) war ein irischer Tennis- und Fußballspieler.

## Leben
Goodbody kam 1868 als Sohn von Marcus Goodbody und Hannah Woodcock Perry zur Welt. Er studierte am Trinity College in Dublin.
Ab 1887 nahm Goodbody an Tennisturnieren teil. 1889 gewann er die Meisterschaften von Nordirland in Belfast. Im selben Jahr erreichte er bei den Wimbledon Championships das Achtelfinale. 1894 spielte er bei den US-amerikanischen Meisterschaften und erreichte auf Anhieb das Finale des All-Comers-Wettbewerbs, das er gegen Bill Larned in fünf Sätzen gewann. In der Challenge Round musste er sich allerdings dem Titelverteidiger Robert Wrenn geschlagen geben. 1895 erreichte er das Finale bei den Queen’s Club Championships. 1896 und 1897 siegte er bei den französischen Hallenmeisterschaften. Danach trat er nur noch vereinzelt bei Turnieren an.
Goodbody war auch als Fußballspieler aktiv und bestritt für die irische Fußballnationalmannschaft in den Jahren 1889 (1:6 gegen englische Fußballnationalmannschaft) und 1891 (7:2 gegen Wales) zwei Länderspiele als rechter Verteidiger. Goodbody studierte zeitweise auch in England und trat während seines dortigen Aufenthalts für den Corinthian FC in Erscheinung, eine der bedeutendsten Amateurmannschaften Englands.
Nach seiner Tenniskarriere betätigte er sich als Schiffsmakler bei der Baltic Exchange. Am 22. November 1904 heiratete er Margarita Howat Mathieson. Aus der Ehe gingen zwei Kinder hervor: Kenneth Manliffe Goodbody (* 8. Dezember 1905) und Sheila Margarita Goodbody (* 10. April 1910).
Er starb im Alter von 47 Jahren an Bord der Kanalfähre Sussex, die am 24. März 1916 im Ärmelkanal vom deutschen U-Boot UB 29 torpediert wurde.

## Einzeltitel
| Nr. | Jahr | Turnier                            | Finalgegner             | Endergebnis        |
| --- | ---- | ---------------------------------- | ----------------------- | ------------------ |
| 1.  | 1889 | North of Ireland Championships     | T. Dickson              | 6:3, 6:2, 6:2      |
| 2.  | 1890 | North of Ireland Championships     | Arthur Henry Gore Ashe  | 5:7, 6:4, 6:0, 6:2 |
| 3.  | 1890 | Northumberland Championships       | Francis Seymour Noun    | 6:3, 6:4, 6:3      |
| 4.  | 1890 | Buxton                             | Harry Sibthorpe Barlow  | 6:2, 7:5, 6:3      |
| 5.  | 1892 | Craigside                          | James Herbert Crispe    | 6:1, 6:2, 6:2      |
| 6.  | 1892 | Cheltenham                         | Sydney Howard Smith     | 6:1, 8:6, 7:5      |
| 7.  | 1893 | County Dublin Championships        | Arthur Horsbrugh Porter | 6:3, 6:2, 7:5      |
| 8.  | 1896 | Französische Hallenmeisterschaften | George Miéville Simond  | 7:5, 6:3, 6:4      |
| 9.  | 1897 | Französische Hallenmeisterschaften | Frank Lorymer Riseley   | 6:3, 6:1, 6:0      |